# Дикарев, Виктор Михайлович
Виктор Михайлович Ди́карев (15 октября 1918, Принцевка, Воронежская губерния — 2 января 1995, Николаев) — полковник Советской Армии, участник Великой Отечественной войны, Герой Советского Союза (1945).

## Биография
Виктор Дикарев родился 15 октября 1918 года в селе Принцевка (ныне — центр Принцевского сельского поселения, Валуйский район, Белгородская область) в семье служащего. Окончил восемь классов средней школы, затем два курса железнодорожной технической школы в городе Каганович Сталинской области, после чего работал машинистом. В октябре 1939 года Дикарев был призван на службу в Рабоче-крестьянскую Красную Армию. В августе 1941 года окончил Хабаровское военное пехотное училище. С декабря того же года — на фронтах Великой Отечественной войны. Принимал участие в боях на Калининском, Западном, Центральном, 1-м Украинском фронтах. Четыре раза был ранен. Участвовал в битве за Москву, боях подо Ржевом и на Жиздре, Курской битве, Проскуровско-Черновицкой, Львовско-Сандомирской, Висло-Одерской операциях. К январю 1945 года гвардии капитан Виктор Дикарев командовал 3-м мотострелковым батальоном 17-й гвардейской механизированной бригады 6-го гвардейского механизированного корпуса 4-й танковой армии 1-го Украинского фронта. Отличился во время форсирования Одера.
25 января 1945 года Дикарев организовал форсирование Одера в районе города Кёбен (ныне — Хобеня, Польша) своего батальона и сам переправился на подручных средствах через реку. Батальон под его командованием захватил плацдарм на западном берегу Одера, отразил девять немецких контратак. В дальнейшем во время боёв на улицах Кёбена Дикарев продолжал успешно руководить действиями вверенного ему подразделения. В одном из тех боёв он получил тяжёлое ранение, но продолжил сражаться.
Указом Президиума Верховного Совета СССР от 10 апреля 1945 года за «образцовое выполнение боевых заданий командования на фронте борьбы с немецкими захватчиками и проявленные при этом мужество и героизм» гвардии капитан Виктор Дикарев был удостоен высокого звания Героя Советского Союза с вручением ордена Ленина и медали «Золотая Звезда» за номером 7361.
После окончания войны Дикарев продолжил службу в Советской Армии. В 1948 году он окончил курсы «Выстрел». В 1956 году в звании подполковника он был уволен в запас. Проживал и работал в Николаеве. Скончался 2 января 1995 года, похоронен в Николаеве.
Был также награждён орденами Отечественной войны 1-й и 2-й степеней, Красной Звезды, а также рядом медалей.

## Память

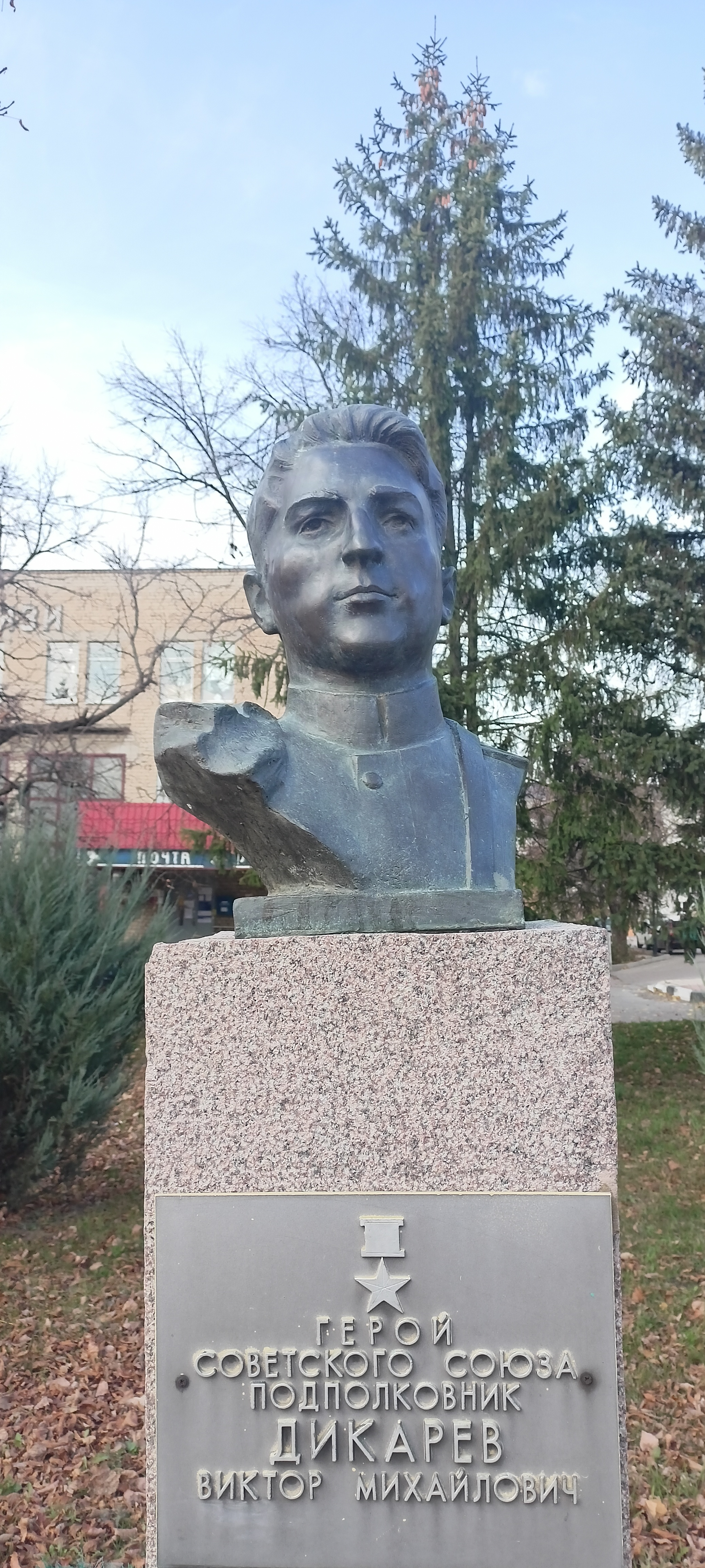

- Бюст Дикарева установлен в Валуйках.
- Его имя присвоено школе в Принцевке[1].